# Brix, Manche
Brix (phát âm tiếng Pháp: [bʁi]) là một xã thuộc tỉnh Manche trong vùng Normandie tây bắc nước Pháp. Xã này nằm ở khu vực có độ cao trung bình 154 mét trên mực nước biển.